# Feuersnot
Feuersnot (títol original alemany; en català La necessitat del foc o L'ànsia del foc), op. 50, és un singgedicht (poema cantat) o òpera en un acte de Richard Strauss amb llibret en alemany d'Ernst von Wolzogen, basat en una antiga llegenda neerlandesa publicada sota el títol de Das erloschene Feuer zu Audenaerde (El foc extingit d'Audenaerde) en l'Oudenaarde Gazette de Leipzig el 1843. Feuersnot es va estrenar a la Königliches Opernhaus de Dresden el 21 de novembre de 1901.
Temàticament, l'òpera s'ha interpretat com una paròdia de la idea de Richard Wagner de "la redempció a través de l'amor", amb el personatge de Kunrad representant al mateix compositor Strauss.

## Representacions
Va ser la segona òpera de Strauss. L'estrena a Dresden, sota la direcció d'Ernst von Schuch, va constituir un gran èxit, amb Gustav Mahler i la seva dona, Alma Mahler, entre els espectadors. Gustav Mahler va dirigir posteriorment l'estrena de Viena en presència del compositor, el 29 de gener de 1902, però no va ser un èxit comercial, malgrat l'acurada preparació musical de Mahler. En temps de l'estrena, la temàtica eròtica i sexual i la psicologia eren pertorbadores per al públic en general, així com el que els músics conservadors percebien en la música de Strauss com d'una naturalesa "avançada".
L'obra va ser a continuació representada a Berlín, el 28 d'octubre de 1902, amb èxit i set representacions en total. Tanmateix, a l'emperadriu Victòria Augusta no li va agradar la temàtica i l'òpera a ser prohibida per l'emperador Guillem II. Strauss, no obstant això, va continuar incloent la part orquestral de l'escena amorosa en els seus concerts d'orquestra.
L'òpera va ser reestrenada a Viena el 1905 i posteriorment el 1922. Va arribar a Londres el 1910 i als Estats Units d'Amèrica el 1927. Amb motiu del 150è aniversari del naixement del compositor es va reestrenar el 2014, i es va representar en diversos teatres.

## Personatges
| Personatge                             | Tessitura    | Repartiment de l'estrena, 21 de novembre de 1901 (Director: Ernst von Schuch) |
| -------------------------------------- | ------------ | ----------------------------------------------------------------------------- |
| Schweiker von Gundelfingen, l'agutzil  | tenor        | Franz Petter                                                                  |
| Ortolf Sentlinger, l'alcalde           | baix         | Franz Nebuschka                                                               |
| Diemut, la seva filla                  | soprano      | Annie Krull                                                                   |
| Elsbeth, la seva amiga                 | mezzosoprano | Frl. Lautenbacher                                                             |
| Wigelis, la seva amiga                 | contralt     | Irene von Chavanne                                                            |
| Margret, la seva amiga                 | soprano      | Minnie Nast                                                                   |
| Kunrad, l'alquimista                   | baríton      | Karl Scheidemantel                                                            |
| Jörg Pöschel, Leitgeb                  | baix         | Ernst Wachter                                                                 |
| Hämmerlein, el mercer                  | baríton      | Josef Höpfl                                                                   |
| Kofel, el ferrer                       | baix         | Friedrich Plaschke                                                            |
| Kunz Gilgenstock, el forner i cervecer | baix         | Hans Geißler                                                                  |
| Ortlieb Tulbeck, el toneler            | tenor        | Anton Erl                                                                     |
| Ursula, la seva esposa                 | contralt     | Franziska Schäfer                                                             |
| Ruger Asbeck, el terrisser             | tenor        | Theodor Kruis                                                                 |
| Walpurg, la seva esposa                | soprano      | Gisela Staudigl                                                               |
| Ciutadans, dones, nens, criats         |              |                                                                               |

## Enregistraments
| Any         | Elenc (Diemut, Kunrad)                   | Director, Teatre d'òpera i orquestra                                                                          | Segewll                                                   |
| ----------- | ---------------------------------------- | --- | --------------------------------------------------------- |
| 1958        | Maud Cunitz, Marcel Cordes               | Rudolf Kempe Orquestra i cor de la Bavarian State Opera (Live recording)                                      | Orfeo D'Or Cat: 423962                                    |
| 1978        | Gundula Janowitz, John Shirley-Quirk     | Erich Leinsdorf Deutsches Symphonie-Orchester Berlin amb Tölzer Knabenchor i RIAS Kammerchor (Live recording) | CD: Deutsche Grammophon Cat:00289 479 2414.               |
| 1984        | Júlia Várady, Bernd Weikl                | Heinz Fricke Munich Radio Orchestra amb Tölzer Knabenchor i Bavarian Radio Chorus                             | CD: Arts Music Cat:                                       |
| 2013 (1965) | Ingrid Bjoner, Marcel Cordes             | Joseph Keilberth Cologne Radio Orchestra and Radio Chorus                                                     | CD: Gala Cat: GL 100-540                                  |
| 2014        | Simone Schneider, Markus Eiche           | Ulf Schirmer Munich Radio Orchestra amb Gärtnerplatz Theatre Children's choir i Bavarian Radio Chorus         | CD: CPO Cat: CPO: 777920-2                                |
| 2015        | Nikola Beller Carbone, Dietrich Henschel | Gabriele Ferro Orchestra i Cor del Teatro Massimo                                                             | Arthaus Musik Cat: Arthaus 109065 (DVD), 109066 (Blu-ray) |